# (6540) Stepling
(6540) Stepling es un asteroide perteneciente al cinturón de asteroides, región del sistema solar que se encuentra entre las órbitas de Marte y Júpiter.
Fue descubierto el 16 de septiembre de 1982 por Antonín Mrkos desde el Observatorio Kleť.

## Designación y nombre
Designado provisionalmente como 1982 SL1. Fue nombrado en memoria de Joseph Stepling (1716-1778), fundador y primer director del observatorio astronómico del colegio jesuita de Praga llamado Clementinum (1751). También fue conocido por introducir la física newtoniana en Praga.

## Características orbitales
Stepling está situado a una distancia media del Sol de 2,196 ua, pudiendo alejarse hasta 2,571 ua y acercarse hasta 1,821 ua. Su excentricidad es 0,171 y la inclinación orbital 4,681 grados. Emplea 1188,66 días en completar una órbita alrededor del Sol.

## Características físicas
La magnitud absoluta de Stepling es 13,93. Tiene 5,159 km de diámetro y su albedo se estima en 0,241.